# لوكاس غورا
لوكاس غورا (بالبولندية: Łukasz Góra)‏ هو لاعب كرة قدم بولندي في مركز الدفاع، ولد في 4 أكتوبر 1993 في لوبلينيتس ‏ في بولندا. لعب مع راكو شيستوشوفا.

## وصلات خارجية
- لوكاس غورا على موقع قاعدة بيانات كرة القدم.إي يو (الإنجليزية)
- لوكاس غورا على موقع Soccerway.com (الإنجليزية)